# Trichostylum pilosoculatum
Trichostylum pilosoculatum là một loài ruồi trong họ Tachinidae.